# Victorin Larevellière
Victorin Larevellière est un homme politique français né le 9 avril 1791 à Angers (Maine-et-Loire) et décédé le 9 janvier 1867 à Thouarcé (Maine-et-Loire).
Avocat à Angers, il est député de Maine-et-Loire de 1830 à 1831 et de 1834 à 1837, siégeant dans l'opposition libérale. Il est maire d'Avrillé de 1830 à 1852 et conseiller général.

## Sources
- « Victorin Larevellière », dans Adolphe Robert et Gaston Cougny, Dictionnaire des parlementaires français, Edgar Bourloton, 1889-1891 [détail de l’édition]